# Fundulus rathbuni
Fundulus rathbuni är en fiskart som beskrevs av Jordan och Meek, 1889. Fundulus rathbuni ingår i släktet Fundulus och familjen Fundulidae. Inga underarter finns listade i Catalogue of Life.